# Isochilus
Isochilus es un género de orquídeas  que tiene asignada 39 especies. Son plantas epífitas que se encuentran en las tierras bajas de Centroamérica, en Cuba y desde México a Argentina. Este género tiene tallos delgados como cañas con estrechas, planas y pequeñas hojas caducas sésiles con tubo de flores en la punta de la caña.

## Descripción
Son orquídeas epífitas, a veces litófitas o terrestres, rizomatosas; tallos cespitosos, delgados, provistos de numerosas hojas. Hojas membranáceas hasta subcoriáceas, erectas hasta patentes, dísticas, lineares o linear-lanceoladas, más o menos retusas en el ápice, articuladas. Inflorescencias en racimos terminales, densos o laxos (a veces unifloros), unilaterales o dísticos, frecuentemente escorpioideos, las flores pequeñas; sépalos similares, erectos o recurvados, cóncavos, libres o connados en la base (raras veces hasta cerca del ápice), en la cara dorsal más o menos carinados o a veces los laterales alados, sépalos laterales algo gibosos en la base; pétalos algo unguiculados o atenuados hacia la base, tan largos o ligeramente más cortos que los sépalos y por lo general un poco más anchos que éstos, ecarinados; labelo cortamente unguiculado, semejante a los pétalos pero más angosto, angostamente lanceolado hasta angostamente oblanceolado-subespatulado, adnado a la base o al pie corto de la columna, frecuentemente sigmoideo-flexuoso, a veces contraído cerca de la mitad; columna erecta, semiterete, sin alas, dentada en el ápice, aparentemente sin pie o con un pie corto, la antera terminal, operculada, incumbente, 2-locular, cada lóculo con una septa longitudinal imperfecta, polinios 4, ceráceos, ovoide-oblongos, alargados y lateralmente comprimidos. Cápsulas pequeñas, elipsoides u ovoides, con costillas poco prominentes.

## Taxonomía
El género fue descrito por Robert Brown y publicado en Hortus Kewensis; or, a Catalogue of the Plants Cultivated in the Royal Botanic Garden at Kew. London (2nd ed.) 5: 209. 1813.
Etimología
Isochilus: nombre genérico que deriva de dos palabras latinizadas del griego: ισος (isos), que significa "igual" y χειλος (kheilos), que significa "labio", en referencia al hecho de que sus pétalos y sépalos tienen el mismo tamaño del labio.

## Especies
- Isochilus alatus Schltr.
- Isochilus aurantiacus Hamer & Garay
- Isochilus bracteatus (Lex.) Espejo & López-Ferr.
- Isochilus carnosiflorus Lindl.
- Isochilus chiriquensis Schltr.
- Isochilus langlassei Schltr.
- Isochilus latibracteatus A.Rich. & Galeotti
- Isochilus linearis (Jacq.) R.Br.
- Isochilus major Cham. & Schltdl.
- Isochilus pitalensis Hamer & Garay
- Isochilus smithii H.G.Jones
- Isochilus unilateralis B.L.Rob.